# فيرناندو يوسيرو
فيرناندو يوسيرو (بالإسبانية: Fernando Usero) (27 مارس 1984 ببرازاتورتاس في إسبانيا - ) هو لاعب كرة قدم إسباني في مركز الوسط. لعب مع أتلتيكو مدريد ب وبوليديبورتيفو إيخيذو ونادي أتروميتوس ونادي أستيراس تريبوليس ونادي ألكوركون ونادي إلتشي ونادي قرطبة ونادي مالقا وAtlético Malagueño ‏.

## روابط خارجية
- فيرناندو يوسيرو على موقع قاعدة بيانات كرة القدم.إي يو (الإنجليزية)
- فيرناندو يوسيرو على موقع Soccerway.com (الإنجليزية)
- فيرناندو يوسيرو على موقع AS.com (الإسبانية)